# Hessischer Skiverband
Der Hessische Skiverband e.V. (HSV) ist ein Sportfachverband. Er ist ein eingetragener, gemeinnütziger Verein mit Sitz der Geschäftsstelle in Bad Nauheim. Der Verband wurde am 11. Mai 1912 (Verband Mitteldeutscher Skivereine) gegründet. Als Hessischer Sportfachverband für den Ski- und Schneesport ist er Mitglied im LSBH (Landessportbund Hessen) und DSV (Deutscher Skiverband). Der HSV hat zum 1. Januar 2024 insgesamt 211 Mitgliedsvereine mit 31.687 Mitgliedern. Im HSV werden die Sportarten Skilanglauf, Snowboard, Skisprung, Biathlon, Grasski, und Ski Alpin als Wettkampfsport betrieben.

## Geschichte
Am 1. Februar 1885 wurde der Schneeschuhclub Frankfurt als erste Skiläufervereinigung in Hessen gegründet. 1905 gründete sich der Ski Club Taunus. In der Rhön entstand 1909 der Wintersportclub Gersfeld und 1911 der Skiclub Rhön Fulda. Weitere Vereine in Darmstadt, Gießen, Wetzlar und Bad Homburg wurden gegründet. Daraus entstand eine Arbeitsgemeinschaft, die dann am 11. Mai 1912 den Verband Mitteldeutscher Skivereine (VMS) gründete. Bei der ersten Verbandstagung waren Vertreter von folgenden Vereinen erschienen: Schneeschuhclub Frankfurt 1885, SC Taunus, SV Maingau Frankfurt, Skiabteilung des Taunusclubs Frankfurt, SC Mainz, SC Darmstadt-Odenwald, SC Gießen, SC Rhön-Fulda, Wintersportverein Gersfeld, Skiabteilung des Turnvereins Bad Homburg, SC Daaden, SC Marienberg, SC Hachenburg, SC Neuwied-Rengsdorf, SC Wetzlar, SC Bonn, Wintersportverein Aschaffenburg, SC Hochwaldhausen. 1912 trat der VMS dem Deutschen Skiverband bei.
Bereits am 19. März 1911 wurde auf dem Nordhang des Großen Feldberg im Taunus die erste Skisprungschanze/Sprunghügel durch den SC Taunus eingeweiht. Es waren Sprünge bis 28 Meter möglich.
Mitte der zwanziger Jahre wurde aus verwaltungstechnischen Gründen das Verbandsgebiet in vier Gaue eingeteilt. Diese bekamen die Bezeichnungen Taunus, Vogelsberg, Westerwald, Rhön und Fulda-Werra.
Nach dem Zweiten Weltkrieg gründete sich im Börsensaal in Frankfurt 1946 die Arbeitsgemeinschaft Hessischer Skivereine. Noch im gleichen Jahr bekam dieser den Namen Hessischer Skiverband.
Zu diesem Zeitpunkt zählte der Verband 2000 Mitglieder. Die Zahl stieg weiter an, so dass der HSV beim ersten Verbandstag nach dem Krieg, 1948 in Gießen, bereits 52 Vereine mit 3400 Mitgliedern angehörten. Weiteren Zuwachs bekamen die hessischen Skivereine durch die Aufnahme heimatvertriebener Skiläufer, besonders aus dem Riesengebirge, dem Erzgebirge und dem Thüringerwald.
Am 11. Oktober 1951 wurde auf Anordnung des Amtsgerichts Frankfurt am Main der Verband ins Vereinsregister aufgenommen. 1956 beim zehnjährigen Bestehen seit der Neugründung zählte der HSV bereits 81 Vereine mit über 8.000 Mitgliedern.
Im Winter 1958 wurde das Lehrwesen im HSV durch Ausbildung und Einbeziehung ehemaliger Skirennläufer als Lehrwarte stark gefördert und verjüngt.
1966 übernahm der HSV die Fahrtenzentrale vom DSV (Deutscher Skiverband). Die HSV Geschäftsstelle verlegte ihren Sitz zum 1. Juli 1967 in die Hochstraße 17 in Frankfurt.
1969 begann der HSV mit der ersten Vorwinterfahrt nach Lac de Tignes (Frankreich) mit einem Sonderzug in der Buß- und Bettagswoche. Bis 1987 wurden 15 Fahrten mit bis zu 1.400 Teilnehmern durchgeführt.
Mit Beginn des Schuljahres 1979/80 richtete das Hessische Kultusministerium in Zusammenarbeit mit dem HSV das Ski-Internat Willingen ein. Seit 2015 hat die Geschäftsstelle ihren Sitz in Bad Nauheim.

## Bedeutende Skisportler des Hessischen Skiverbandes
- Pepi Erben, Olympiateilnehmer (Ski Alpin) 1952
- Jochen Behle, Olympia- und WM-Teilnahme (Langlauf) 1980–1988
- Petra Behle, Olympiasiegerin in der Staffel (Biathlon) 1998
- Daniel Heun, Deutscher Meister Langlauf Sprint 19xx
- Nils Weirich, Deutscher Meister, 50 km Langlaufen, 19xx
- Stephan Leyhe, Olympia- und WM-Teilnahme (Skispringen) 2019–2022

## Nachwuchsförderung Sport
Zur Förderung des Nordischen Nachwuchsleistungssports unterhält der HSV folgende Einrichtungen:
- Skiinternat in Willingen[1]
- Uplandschule Willingen
- Rhönschule Gersfeld
- Vogelsbergschule Schotten

## Skisprungschanzen in Hessen
Auf dem Verbandsgebiet des HSV wurden nach dem Krieg folgende Sprungschanzen neu errichtet oder vorhandene umgebaut oder vergrößert:
|         |                                                | Kr.P.   |
| ------- | ---------------------------------------------- | ------- |
| 1949/53 | Rehbergschanze (Rhön)                          | 65 m    |
| 1949/53 | Gr. Hoherodskopfschanze (Vogelsberg)           | 32 m    |
| 1951    | Mühlenkopfschanze (Willingen)                  | 108 m   |
| 1953    | Siedelsbrunn (Odenwald)                        | 30 m    |
| 1955    | Poppenhausen (Rhön)                            | 17 m    |
| 1955    | Kl. Hoherodskopfschanze (Vogelsberg)           | 14 m    |
| 1956    | Buchbergschanze bei Helsa                      | 30,50 m |
| 1956    | Knotenschanze (Westerwald)                     | 18,50 m |
| 1957    | Max Höflerschanze am Ziegenkopf (Habichtswald) | 32 m    |
| 1957/64 | Weilsbergschanze (Taunus)                      | 50 m    |
| 1959    | Hinterlandschanze bei Hartenrod                | 16 m    |
| 1960    | Eichholzkopfschanze (Westerwald)               | 20 m    |
| 1964    | Dachsbergschanze bei Hartenrod                 | 65 m    |
| 1968    | Simmelsbergschanze (Rhön)                      | 52 m    |

## HSV-Lehrwesen

### Lehrteam
Für den Breitensport ist das HSV-Lehrteam ein elementarer Bestandteil. Der HSV bildet gemäß den Richtlinien von DSV und DOSB Fachübungsleiter C und B im Bereich Ski-Alpin, Snowboard, Skitour und Ski-Nordisch aus. Die Aus- und Fortbildungen werden für die im HSV organisierten Skivereine durchgeführt.

### HSV-Skischulen
Im gesamten Verbandsgebiet betreiben zwölf Skivereine eine DSV Skischule. Darüber hinaus bieten viele Vereine eigene Vereinsskischulen.